# La Loi du fouet
Pour les articles homonymes, voir fouet.
Pour plus de détails, voir Fiche technique et Distribution.
La Loi du fouet (Kangaroo) est un film américain réalisé par Lewis Milestone et sorti en 1952.

## Synopsis
En 1900, en Australie, Dell McGuire s'inquiète de la disparition de son père Michael. Elle demande l'aide du soldat Len alors que Michael est ivre à Sydney, où il loge dans une pension de famille. Il rencontre Richard Connor, un jeune homme désespéré qui essaie de trouver l'argent nécessaire pour rentrer en Amérique. Michael lui explique qu'il est à la recherche de son fils disparu depuis longtemps, Dennis, que McGuire a abandonné dans un orphelinat lorsqu'il était enfant et pour lequel il s'en veut maintenant profondément. Plus tard dans la nuit, Connor tente de voler John Gamble à l'extérieur d'une maison de jeu mais après l'avoir trouvé tout aussi fauché, il se laisse convaincre de l'aider à cambrioler l'établissement, au cours duquel le propriétaire est abattu. Connor et Gamble s'enfuient avec le butin, s'arrêtant à la pension de famille pour récupérer l'équipement de Connor, après quoi McGuire, toujours ivre, poursuit son soi-disant fils dans la rue jusqu'à ce qu'il s'effondre. Ils trouvent sur sa personne des informations concernant sa vaste station pour laquelle il essayait d'obtenir des prêts à Sydney et son billet de bateau. Ils décident de se faire passer pour ses partenaires commerciaux pour monter sur le bateau et partir se cacher avec lui dans l'Outback.
Le lendemain, McGuire, désormais sobre, ne se souvient de rien et se méfie d'abord d'eux, jusqu'à ce qu'il découvre qu'il a en sa possession les 500 livres sterling qu'ils prétendent lui avoir versées pour du bétail. En chemin, d'abord en bateau puis à cheval, ils laissent subtilement entendre que Connor, qui se fait maintenant appeler Dennis Connor, pourrait être le fils perdu de McGuire. Connor et Gamble espèrent ainsi prendre possession de la gare de McGuire. En arrivant au poste, ils sont tous deux séduits par la fille de McGuire, Dell mais sont vite soupçonnés par le policier local, Len, qui a été le soupirant de Dell. Gamble fait de son mieux pour étouffer l'attirance naissante entre Dell et Connor, car cela gâcherait le plan visant à le faire passer pour son frère perdu. Prenant leur temps, à la fois pour développer leur plan et pour se cacher de la loi, ils finissent par aider la station à se remettre sur pied, en sauvant du bétail égaré, en évitant une bousculade et en réalisant une réparation audacieuse d'un moulin à vent hors de contrôle pendant une tempête.
McGuire est finalement convaincu que Connor est son fils et voyant l'intérêt romantique de sa fille pour lui, lui annonce sa décision. Entendant son désespoir à cette nouvelle, Connor sent qu'il doit se confesser et Gamble voit leur plan échouer sur le point de réussir à cause de la conscience gênante de son partenaire. Ayant non seulement avoué sa véritable identité, mais aussi le fait que lui et son compagnon sont tous deux recherchés pour le meurtre du propriétaire de la maison de jeu, Connor et Gamble sont obligés de fuir la station avec le policier Len à leur poursuite. Lorsque ce dernier les rattrape, Gamble est sur le point de l'abattre quand Connor lui retire son arme avec un fouet. Les deux complices se livrent alors à un violent combat à coups de fouet et Gamble récupère l'arme et tire sur Connor mais Len tire mortellement sur Gamble. Len ramène ensuite Connor au poste de police de McGuire, où il se remet de ses blessures. 
On lui promet la clémence pour avoir sauvé la vie de Len ainsi qu'un avenir avec Dell.

## Fiche technique
- Titre : La Loi du fouet
- Titre original : Kangaroo
- Réalisation : Lewis Milestone
- Scénario : Harry Kleiner d'après une histoire de Martin Berkeley
- Production : Robert Bassler
- Société de production : 20th Century Fox
- Directeur musical : Alfred Newman
- Musique : Sol Kaplan
- Photographie : Charles G. Clarke
- Montage : Nick DeMaggio
- Direction artistique : Mark-Lee Kirk et Lyle R. Wheeler
- Pays d'origine : États-Unis
- Langue : anglais
- Format : Technicolor - Son : Mono (Western Electric Recording)
- Genre : Aventure
- Durée : 84 minutes
- Date de sortie :
  - États-Unis : juin 1952

## Distribution
- Maureen O'Hara (V.F. : Camille Fournier) : Dell McGuire
- Peter Lawford (V.F. : Michel Andre) : Richard Connor
- Finlay Currie (V.F. : Jean Toulout) : Michael McGuire
- Richard Boone (V.F. : Serge Nadaud) : John W. Gamble
- Chips Rafferty : Soldat 'Len' Leonard
- Letty Craydon : Kathleen, le Domestique de McGuire
- Charles 'Bud' Tingwell : Matt
- Guy Doleman (non crédité) : un avocat